# Statue de la Liberté (Mytilène)
Pour les articles homonymes, voir Statue de la Liberté (homonymie).
La statue de la Liberté (en grec moderne : άγαλμα της ελευθερίας) est une statue de bronze érigée au port de Mytilène sur l'île de Lesbos en Grèce.
La statue a été créée par le sculpteur grec Grigórios Zevgólis sur une conception par le peintre local Geórgios Iakovídis. Elle a été coulée en Allemagne en 1922, et a été érigée et dédiée à Mytilène en 1930.
La statue et son socle de marbre ont une hauteur de 15 mètres.